# انسان‌شناسی موسیقی
انسان‌شناسی موسیقی (به انگلیسی: The Anthropology Of Music)، از مشهورترین آثار علمی نوشته شده  در انسان شناسی اجتماعی و موسيقي شناسی  قومی، اثر آلن مریام است.
این کتاب از مهمترین منابع دانشگاهی در رشتهٔ موسیقی‌شناسی قومی به‌شمار می‌آید. نظریات مطرح شده توسط آلن مریام در این کتاب، با گذشت بیش از ۵۰ سال از انتشار این کتاب، همواره مورد توجه استادان و پژوهشگران رشتهٔ موسیقی‌شناسی قومی است.
این اثر نخستین بار در سال ۱۹۶۴ میلادی توسط انتشارات دانشگاه پنسیلوانیا به چاپ رسید. ترجمهٔ فارسی این اثر در سال ۲۰۱۷میلادی (۱۳۹۶ خورشیدی) توسط انتشارت ماهور در تهران به چاپ رسید.

## نظریات مطرح شده در کتاب
آلن مریام براساس تجربه و پژوهش‌های میدانی خود، نظریه و مدل سه وجهی مشخصی را برای مطالعات موسیقی‌شناسی اقوام و براساس یک ایدهٔ مرکزی یعنی مطالعه موسیقی در فرهنگ ارائه داد که البته در مطالعات نخستین خود، این مورد را به شکل موسیقی به مثابه فرهنگ معرفی می‌کرد. مدل مطالعاتی و پیشنهادی آلن مریام، برای مطالعهٔ گونه‌های مختلف موسیقی اقوام این بود که برای شناخت یک موسیقی در فرهنگ، آن نوع موسیقی باید در سه سطح تحلیلی مختلف مورد مطالعه قرار بگیرد: مفهوم پردازی، شناخت رفتار انسانها در برابر موسیقی و تحلیل اصوات موسیقایی.
کتاب انسان‌شناسی موسیقی، روندی از درهم تنیدگی وجوه مختلف این سه مفهوم را به تصویر می‌کشد.
مریام در این کتاب نظریات و روش‌های تازه ای پیرامون پژوهش موسیقی مطرح کرد و در این شیوهٔ نو، موسیقی را از دیدگاه دانش انسان‌شناسی و با استفاده از روش‌های پژوهشی انسان شناختی مورد توجه قرار داد. به عبارت دیگر با استفاده از رویکردها و نظریات انسان شناختی، این کتاب روشی تازه را برای مطالعهٔ موسیقی پیشنهاد می‌کند. چرا که از نظر نویسنده، این کتاب محصول اندیشهٔ انسان‌شناسی است که با موسیقی دست و پنجه نرم کرده و در این شیوهٔ تازهٔ مطالعاتی، موسیقی را از منظر انسانی آن و با استفاده از روش‌های مطالعاتی مورد استفاده در دانش انسان‌شناسی بررسی می‌کند.
در مسیر علمی و پژوهشی طی شده در شناخت موسیقی اقوام مختلف جهان، انتشار این کتاب یک نقطهٔ عطف در پیوند این دو رشته یعنی انسان‌شناسی اجتماعی و موسیقی‌شناسی به‌شمار می‌آید.

## بخش‌های مختلف کتاب

عکس روی جلد کتاب: مجسمه برنزی بنینی از مجموعه تاریخ طبیعی موزه شیکاگو. عکس از ادوارد دمز و جاستین کردول

مریام در پیشگفتاری که بر این کتاب نوشته‌است، محدوده جغرافیایی مورد استفاده در مثال‌های خود را چنین برمی‌شمارد:
" مثال‌هایی را که در این کتاب انتخاب کرده‌ام در اغلب موارد از سه محدوده جغرافیایی مختلف انتخاب شده‌اند: مناطق جنوبی صحرای آفریقا، شمال آمریکا و اقیانوسیه؛ که در واقع شامل مناطقی می‌شوند که من آگاهی و علاقه بیشتری به آنها دارم. در صورت لزوم از مثال‌های مربوط به مناطق دیگر نیز استفاده کرده‌ام که به عنوان مثال شامل ارجاعاتی به پدیده‌های موسیقی در فرهنگ غربی به خصوص در ارتباط با موسیقی جز می‌شود. خواننده با مثال‌های بسیاری از قبیله‌های سرخ‌پوست فلت هد (Flathead Indians) در مناطق غربی ایالت مونتانا و باسونژی (Basongye)های استان کاسی در کنگوی بلژیکی سابق نیز مواجه می‌شود. بیشتر مطالعات میدانی من پیرامون مسائل مربوط به قوم نگاری و موسیقی‌شناسی قومی در واقع دربرگیرنده نمونه‌هایی از این دو مناطق بوده‌است "
کتاب انسان‌شناسی موسیقی از سه بخش و پانزده فصل تشکیل شده‌است. عنوان‌های سه بخش اصلی کتاب عبارتند از :موسیقی‌شناسی قومی، مفاهیم و رفتار و مسائل و راه حل‌ها.
چنان‌که از نام این سه بخش بر می‌آید، مریام در بخش نخست بر آن است که علاوه بر معرفی تاریخی و اجمالی از شکل‌گیری مفهومی رشته‌ای با عنوان «موسیقی‌شناسی قومی» به دو مسئله مهم و بنیادین دیگر یعنی ارائه نظریه ای در تعریف این رشته و روش پژوهش‌های میدانی و مطالعاتی در آن، بپردازد.
در بخش دوم به مفاهیمی پرداخته می‌شود که در عین ارتباط با مقوله صوت و صدا، به حواس و ادراکات تولیدکننده صدا، یعنی انسان مربوط می‌شود:
«اینکه چگونه حواس مختلف انسانی در دریافت موسیقی با یکدیگر ترکیب می‌شوند، روند یادگیری موسیقی در انسان و در بطن بومی اقوام مختلف چگونه پیموده می‌شود و موسیقی چگونه خلق می‌شود.»
در عین حال دو وجه کاملاً متمایز انسان در مواجه با موسیقی نیز مورد بحث قرار می‌گیرد: جایگاه اجتماعی موسیقی دان و ارتباط زبان با موسیقی.
بخش سوم با عنوان مسائل و راه حل‌ها به حضور همه این موارد ذکر شده در متن مطالعه موسیقایی اشاره می‌کند و وارد مباحث پیچیده‌ای مانند زیبایی‌شناسی و نمادین بودن موسیقی می‌شود.

## فصول مختلف کتاب
- فصل اول با گفتاری دربارهٔ چیستی و گذشته‌ای که رشته موسیقی‌شناسی قومی برای یافتن در متن جامعه علمی (در زمان انتشار کتاب) پیموده، آغاز می‌شود. در این فصل نظریات مختلف صاحب نظران پیشین از جمله یاپ کونست، کورت زاکس، چالرز سیگر، جرج هرتسوگ، منتل هود و برونو نتل در تعریف این رشته ارائه شده و نگارنده تلاش می‌کند تا از جمع‌بندی دیدگاه این افراد، تعریف روشنی از انسان‌شناسی موسیقی ارائه دهد.[۲]

- فصل دوم با هدف یافتن و تعریف اهداف و رویکردهای رشته موسیقی‌شناسی قومی، وظایف دانشی را که این رشته در پی آن است، واکاوی می‌کند که این تعاریف کمک می‌کنند تا بسیاری از مفاهیم نخستین این رشته مشخص شوند. برای مثال یکی از پرسش‌ها اینست که

آیا دستاوردهای موسیقی‌شناسی قومی در حوزه علم و مطالعات علمی قرار می‌گیرد یا در بخش رفتارهای هنری رده‌بندی می‌شود؟
از دیگر مسائل مطرح شده در این فصل، شناخت موضوع از زاویه پژوهشی، آزمودن و تحلیل راه‌هایی که پژوهشگران برای دستیابی به هدف در دانش ورزی استفاده کرده‌اند، معنای فرهنگ و ارتباط آن با هنر، تعریف موسیقی و وابستگی آن با رفتارهای انسانی و درنهایت ارائه یک الگوی سه بخشی شامل مطالعه رفتارهای فیزیکی، اجتماعی و کلامی در شناخت موسیقی یک قوم است.
- فصل سوم سیر تاریخی شکل‌گیری دانش موسیقی‌شناسی قومی از قرن نوزدهم تا زمان انتشار کتاب را مرور کرده و با طرح فرضیات و یادآوری نکات مهم در شناخت دشواری‌های موجود در پژوهش و شناخت موسیقی، روش تبیین شده‌ای را برای پژوهش معرفی می‌کند. در طرح این روش به نارسایی مطالعه صوت موسیقی بدون شناخت از بافت قومی و فرهنگی نیز اشاره می‌شود.[۱]

- در فصل چهارم توضیح داده می‌شود که چگونه نظام‌های موسیقایی بر مجموعه ای از مفاهیم و فعالیت‌های اجتماعی استوار می‌شوند و اینکه چطور می‌توان از همین زاویه مفاهیم موسیقایی را از زاویه فرهنگ تعریف کنیم. مریام نشان می‌دهد که تا چه اندازه تعریف مفاهیمی چون موسیقی و ناموسیقی، استعداد موسیقایی، اهمیت موسیقی در در بافت‌های متفاوت در میان اقوام و ارزشیابی آن، اهمیت فرد و جمع در اجرای موسیقی، اهمیت باورهای موجود موجود در میان اقوام به موضوع خاستگاه موسیقی، نقش برانگیختگی احساسات در برابر موسیقی، دلایل ساخت موسیقی و در نهایت مالکیت موسیقی هرچند در درجه نخست موسیقایی هستند اما تعریف انسانی آن به روشنی تمام یک تعریف اجتماعی به‌شمار می‌آید. در این فصل مریام بر پایه همین ایده‌ها و داده‌های مطرح شده توسط پژوهشگران دیگر به تحلیل این موضوعات می‌پردازد.[۱]

- فصل پنجم به رفتارهای انسان در برابر موسیقی از جمله حس آمیزی و حالت‌های میان حسی اشاره می‌کند. مریام با ارجاع به دستاوردهای پژوهشی پیشین، نشان می‌دهد که هرچند مفاهیم دیگری مانند نماد گرایی و زیبایی‌شناسی در شکل‌گیری رفتارهای موسیقایی انسان تأثیر دارند اما با توجه به نتایج به دست آمده از کار پژوهشگران، مرزهای درآمیختگی حواس و مفاهیم مرتبط با آنها تا اندازه ای قابل تعریف است. در همین راستا مسئله اهمیت شناخت میان فرهنگی در حس آمیزی، درکنار پیوند شعر، زبان و موسیقی نیز مورد توجه قرار می‌گیرد.[۱]
- در فصل ششم رفتار اندامی (جسمانی) و کلامی انسان به عنوان دو زمینه مطالعاتی دیگر در شناخت مفاهیم مربوط به موسیقی مطرح شده‌است. مؤلف، چهارگونه رفتار انسانی را در ارتباط با موسیقی و تولید موسیقی توسط انسان برمی‌شمارد: رفتار جسمانی، رفتار کلامی، رفتار اجتماعی مخاطب موسیقی و رفتار اجتماعی تولیدکننده موسیقی. در این فصل تنها به دو مورد نخست پرداخته می‌شود. مریام در این فصل نشان می‌دهد که چگونه رفتارهای کلامی نیزاز معنای اصلی واژگانی خود فاصله می‌گیرند و در معنای فرهنگی و قومی هر جامعه بازتعریف شده و مفاهیم منحصر به فرد خود را پیدا می‌کنند.[۱]

- فصل هفتم بر رفتار اجتماعی موسیقی دان تمرکز دارد. در اینجا با بررسی و جایگاه موسیقی دان در جوامع مختلف، به مفاهیمی چون تخصص در فن موسیقی، عقیده‌ها، اقتصاد، اهمیت نقش آیین‌ها، تخصص گرایی پذیرش اجتماعی و کاربرد اجتماعی موسیقی و تعریف جایگاه موسیقی دان پرداخته شده و در پایان فصل، به اهمیت و نقش بیرونی مخاطب در شکل‌گیری موسیقی و امور اجتماعی موسیقی اشاره می‌شود.[۱]

- فصل هشتم به راه‌ها و شیوه‌های آموزشی و عوامل تأثیر گذار در آن می‌پردازد. از ورای نمونه‌های مورد استفاده مریام می‌بینیم که در میان اقوام مختلف راه‌هایی چون تقلید، آموزش نظام مند، آموزش جمعی، نگاه کردن به نوازندگان دیگر، آموزش مستقیم و حفظ کردن، شناخته شده‌ترین راه‌های آموزش موسیقی در میان اقوام مختلف به‌شمار می‌آیند. در این روند رفتارهای مختلف دیگری چون مدت زمان تمرین، تأثیر رفتارهایی چون تنبیه، تشویق، پاداش و سخت‌گیری نیز به عنوان عوامل مؤثر مورد توجه قرار می‌گیرند.[۱]

- فصل نهم به روند آهنگسازی اشاره کرده و نشان می‌دهد که برخلاف تصور مرسوم، آهنگ سازی در میان اقوام گوناگون معنا و روندی متفاوت و مخصوص به خود را دارد که با عناصر فرهنگی مختلفی چون بازآفرینی و پذیرش جمعی، تأثیر عوامل اعتقادی و فراطبیعی، ساخت آگاهانه یا نا آگاهانه، تغییر دادن ترانه‌های قدیمی، و وام‌گیری در ارتباط مستقیم قرار دارد و صرفاً یک رفتار آموخته و اجرایی به‌شمار نمی‌آید.[۱]

- فصل دهم به شناخت رابطه دوسویه موسیقی و زبان می‌پردازد. در اینجا متن ترانه‌ها و آوازهای مردمان اقوام مختلف دستمایه شناخت این رابطه است. رویکرد نخست اینست که چگونه زبان و موسیقی یکدیگر را تحت تأثیر قرار می‌دهند و دوم مسئله کاربرد و کارکرد اجتماعی این متن‌ها ی به آواز خوانده شده‌است. اینکه چگونه ترانه‌ها و آواز خواندن با مفاهیم خاص اجتماعی و مردم در هماهنگی قرار می‌گیرند. نمونه‌های روشنگری که در این فصل دیده می‌شود، نشان می‌دهند که چگونه متن ترانه‌ها می‌توانند راهی برای نشان دادن اعتراض و انتقاد در محیط کار، روایت گر اتفاقات اجتماعی، هجو، هزل، شایعه پراکنی و کنترل اجتماعی یا به عنوان ابزاری در آموزش تحلیلی رفتار، تاریخ، افسانه‌ها و هنجار و ناهنجاری‌های اجتماعی باشد.[۱]

- فصل یازدهم به نقش کاربرد و کارکردهای موسیقی می‌پردازد. مؤلف به تعریف دو واژه پرکاربرد و کارکرد پرداخته و نشان می‌دهد که در جوامع نا نویسا، موسیقی چگونه بخش مهمی از زندگی را به خود اختصاص می‌دهد. مریام در این زمینه به تفکیک موارد تخصصی و غیر تخصصی، شهری و غیر شهری نیز اشاره می‌کند.[۱]

- فصل دوازدهم به بررسی هنر نمادین، به ویژه در زمینه موسیقی می‌پردازد و موضوعات نشانه‌شناسی موسیقی را بر اساس دا ه‌های مطالعاتی پیش از زمان انتشار کتاب (۱۹۶۴)، مورد پژوهش قرار می‌دهد. از نکات برجسته این فصل می‌توان به تفاوت امر موسیقایی و ارتباط آن با بافت، اهمیت نماد پردازی کلام در برابر صوت موسیقی و اهمیت آموزش‌هایی که پیش زمینه صوتی ایجاد می‌کنند، اشاره کرد. نگارنده کوشش می‌کند تا با استفاده از مثال‌هایی در رابطه با موسیقی جز، نشان دهد که چگونه گونه ای از موسیقی می‌تواند بازخوردهای اجتماعی، رفتاری و قومی گسترده و بنابراین نقش پر رنگ اجتماعی داشته باشد.[۱]

- فصل سیزدهم موضوع زیبایی‌شناسی موسیقی از دید اقوام مختلف را مورد توجه قرار می‌دهد و بر آن است تا به چند پرسش مهم در این زمینه پاسخ دهد: آیا تعاریف ارائه شده از جانب اندیشمندان غربی می‌توانند معیاری برای ارائه یک تعریف جهان شمول از زیبایی باشد؟ آیا زیبایی از دید ما و دیگر اقوام یک تعریف واحد دارد؟[۱]

- فصل چهاردهم شناخت موسیقی را به مثابه عاملی در شناخت تاریخ فرهنگ مورد بحث قرار می‌دهد. مریام موضوع را با این سؤال آغاز می‌کند: کدامیک از وجوه موسیقی، آن هم با توجه به ماهیت ثبت نشده صوت آن در اعصار پیشین، می‌تواند در بازسازی تاریخ به کار گرفته شود؟ و از منظر دیگر چگونه این امر می‌تواند کارایی داشته باشد؟ در اینجا مریام متن ترانه‌ها و سازهای موسیقی را از عناصری می‌داند که می‌توانند در شناخت تاریخ فرهنگ موسیقایی و فرهنگ یک قوم به‌طور کلی کارآمد باشند. در این راستا به پژوهش‌های کورت زاکس و هانس هایکمن در استفاده از نقش نگاره‌های مصر و میان رودان در بازسازی بخشی از تاریخ فرهنگ این منطقه اشاره می‌کند[۱]

- فصل پانزدهم به پویایی موسیقی و فرهنگ در حرکت پیش رونده و درونی جامعه پرداخته می‌شود. در همین زمینه مسئله تغییرات نیز از زوایای مختلف بررسی شده و همسو باگیری جریان‌هایی که موجب نوآوری می‌شوند مورد توجه قرار داده می‌شود. درآنها نیز نگارنده در مورد دو مسئله فرهنگ پذیری و ایجاد تنوع و وام‌گیری عناصر بین فرهنگی تحلیل‌های قائل توجهی ارائه می‌دهد.[۱]

## انتقادات و تمجیدات
رویکردهای مطرح شده در این کتاب واکنش‌های بسیاری را در پی داشت. برخی از پژوهشگران هم عصر آلن مریام، نقدهایی را دربارهٔ روش مطالعاتی، نظریات و رویکردهای مطرح شده توسط مریام مطرح کردند.
همچنین در زمان انتشار کتاب، بسیاری از پژوهشگران آن را یکی از مهمترین نوشته‌های موجود در ادبیات موسیقی‌شناسی نامیدند.برای مثال فرانک گیلیس معتقد بود که توانایی مریام در ایده پردازی، ادراک او در طبقه‌بندی و توجه به جزئیات در این اثر بازتاب پیدا کرده‌است.
به زعم برخی دیگر از پژوهشگران، این کتاب از تاثیرگذارترین کتاب‌ها در تاریخ موسیقی‌شناسی قومی بوده‌است. برونو نتل در سخنرانی خود در یادبود مریام پس از مرگ او، به این کتاب اشاره کرده و نیز در تأیید رویکردهای بدیع مریام در این کتاب نوشته‌است:
" مطمئنا در چند دقیقه نمی‌توانم چنانکه باید از نوشته‌های آلن بگویم. اما به نظر من، انسان‌شناسی موسیقی، مهمترین دستاورد اوست. کتابی که در واقع خلاصه ایست از آن چیزی که مریام تا آن زمان انجام شده بود. او نظریات و رویکردهایی را معرفی می‌کند که پشتوانه آن بصیرت و تجربیات شخصی او هستند. باید اعتراف کنم که در طول پانزده سال گذشته، این کتاب به طور روزافزونی مورد علاقه ام قرار گرفته و در درون من رشد کرده‌است. همین اواخر برای آلن در این باره نوشتم و او در پاسخ، ضمن اظهار سپاس و امتنان، گفت اگر بنا بود این کتاب را دوباره بنویسد، چیز کاملا متفاوتی از آب درمی‌آمد. به هر حال این کتاب مانند دیگر نداشته‌های آلن، همچنان خواننده خواهد شد. "
اما علاوه بر تمجیدات، انتقاداتی نیز بر دیدگاه‌های مختلف مریام وارد شد برای مثال دیوید مک آلستر با اشاره به تشبیه «موسیقی به مثابه فرهنگ» مریام را مورد نقد قرار می‌دهد. او بیان می‌کند:
اگر بنا باشد بگوییم موسیقی به مثابه فرهنگ است بنابرین سایر پدیده‌ها را نیز می‌توانیم در فهرستی آورده و تمامی آنها را به مثابه فرهنگ تلقی کنیم. آیا خوردن غذا یا استفاده از کراوات نیز به مثابه فرهنگ، تشبیه درستی خواهد بود؟
نورما مک الاد نیز در نوشته‌ای دیگر در سال ۱۹۷۴، این کتاب را از منظر ساختار نگارشی مورد تحلیل و انتقاد قرار می‌دهد. بحث اصلی او بر سر اینست که این کتاب در اصل مجموعه ای از فصل‌های مجزا است و می‌تواند چینش مرتب دانسته شده‌ای از چند مقاله مجزا به شماربیابد.
وی در مقاله دیگری با عنوان پژوهش‌های موسیقی‌شناسی قومی و انسان‌شناسی، به بررسی مطالعات نگاشته شده در زمینه انسان‌شناسی و موسیقی می‌پردازد که در این مقاله نیز به کتاب انسان‌شناسی موسیقی اشاره می‌کند.
امروزه و پس از گذشت بیش از پنجاه سال از نخستین چاپ این کتاب و با وجود انتقادات و تمجیداتی که از دید انسان شناسان و موسیقی شناسان قومی دربارهٔ این کتاب شده، نام آن در میان دانش پژوهان این رشته و در مراکز مختلف آموزشی موسیقی‌شناسی قومی، مورد توجه است.

## ترجمه کتاب
مریم قرسو، ترجمه فارسی بخش‌هایی از این کتاب را در سال ۱۳۸۹ آغاز کرد و درسال ۱۳۹۶ ترجمه کامل این کتاب توسط انتشارات ماهور در تهران به چاپ رسید. مترجم کتاب در این باره می‌گوید:
" برگردان فارسی کتاب انسان‌شناسی موسیقی از چند جهت می‌تواند پاسخگوی پاره ای از نیازهای رشته انسان‌شناسی موسیقی و موسیقی‌شناسی قومی در ایران باشد. نخستین مورد اینست که این کتاب، از جمله‌کتاب های مرجعی به شمار می‌آید که گذشت زمان نتوانسته‌است باعث کهنگی مفاد علمی مطرح شده در آن شود و امروزه اگر تنها در باره عنوان آن صحبت کنیم، می‌توانیم به جرئت بگوییم که این عنوان نمونه ای بدیع و فرهنگ ساز بوده و هست. چراکه ما را به سوی نگاه تازه ای به موسیقی کشانده و توانسته‌است به تثبیت و تبیین رشته‌ای نوین در شناخت موسیقی بینجامد. علاوه‌ها بر اینها مریام در این کتاب به خوبی نشان می‌دهد که موسیقی پیش تر از آنکه صدایی برای تحلیل و مطالعه خردمندانه ما انسانها باشد، رفتاری انسانی و غریزی به شمار می‌آید و بنابراین شناخت به اصطلاح علمی آن، بدون تردید به شناخت تولید کننده آن یعنی انسان، نیاز مند است. نبود و نیاز برگردان فارسی این کتاب - به عنوان کتابی روشمند و حاوی داده‌هایی قابل توجه و مستند - همیشه برای دانش پژوهشان این رشته در ایران احساس می‌شد. امیدوارم با انتشار این اثر و با بهره‌گیری از نظریات و روش‌های به کار برده شده در آن، گامی در شناخت و شناساندن عمیق تر موسیقی ایران برداشته شود. "